# Incidente di buon auspicio

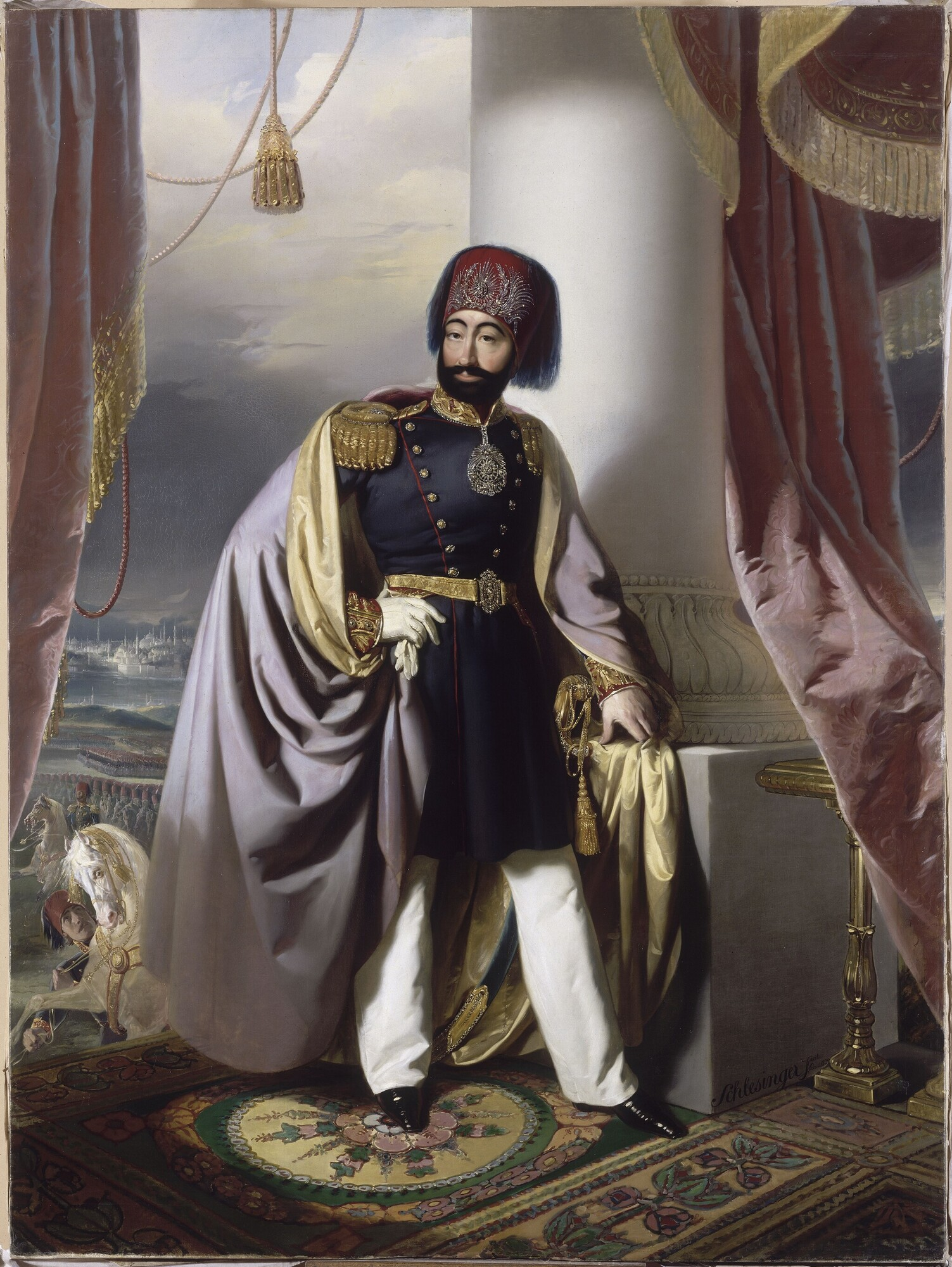
Il sultano ottomano Mahmud II, grande riformatore dell'Impero ottomano e del suo esercito raffigurato in abiti occidentali.

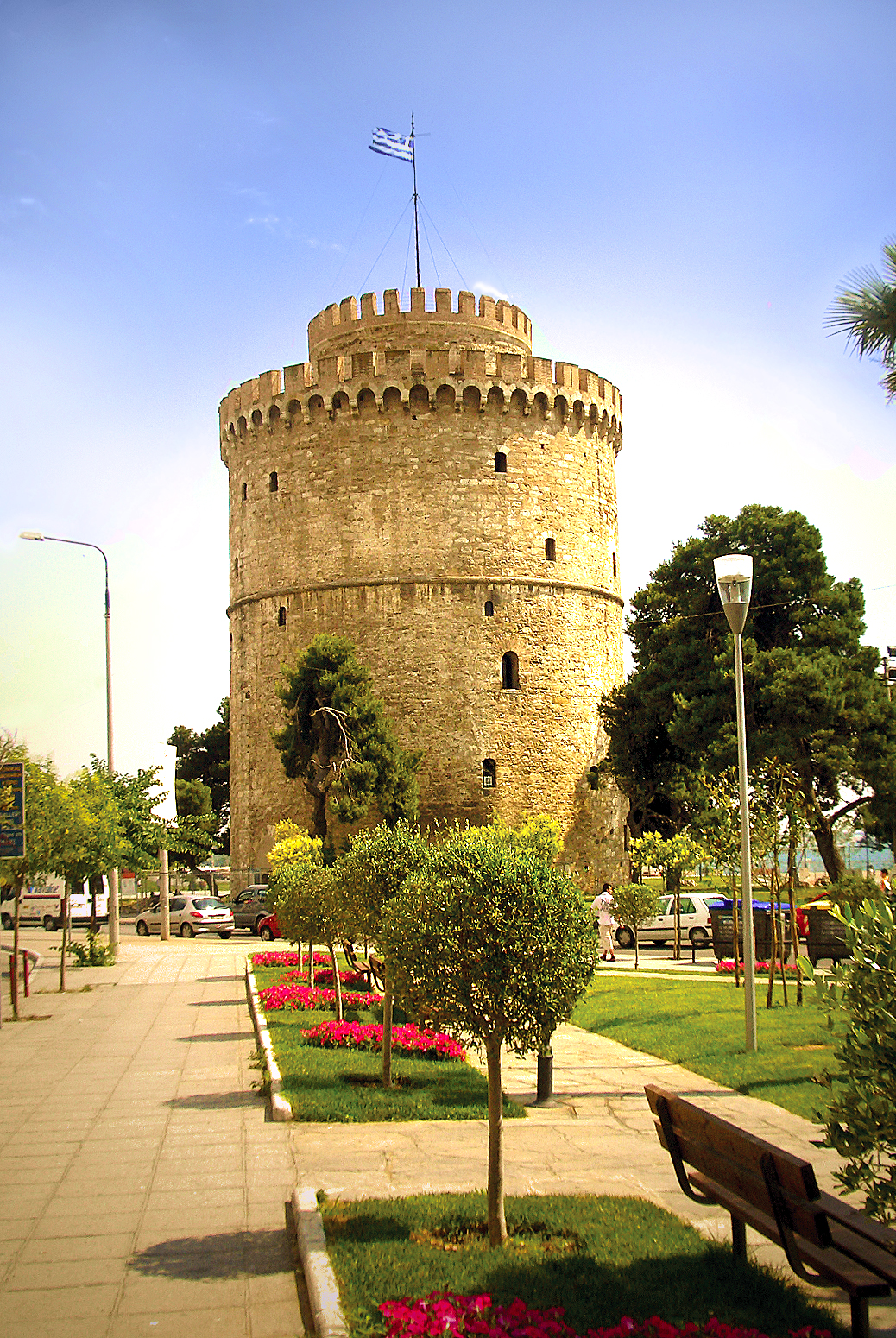
La Torre Bianca di Salonicco, dove i giannizzeri ribelli vennero giustiziati per ordine di Mahmud II.

Incidente di buon auspicio (in turco Vaka-ı Hayriye, lett. "Fortunato incidente", nei Balcani anche Vaka-ı Şerriyye - lett. "Sfortunato incidente") è il nome cui la storiografia turca ricorre per indicare lo scioglimento forzato del corpo dei giannizzeri ordinato dal sultano ottomano Mahmud II il 15 giugno 1826 e risoltosi in un bagno di sangue durante il quale vennero sterminati molti membri della milizia e quasi tutti i loro capi.

## Premessa
Fin dai primi anni del XVII secolo, il corpo dei giannizzeri aveva cessato di funzionare come unità militare d'élite. Il numero dei giannizzeri era cresciuto a dismisura: 20000 nel 1575, erano 49000 già nel 1591 e 135000 nel 1826. Molti giannizzeri non erano nemmeno soldati, bensì personale non combattente che aveva ottenuto/comprato la nomina per godere dei benefici che essa comportava: retribuzione garantita e possibilità di estorcere denaro alla popolazione (più in generale allo Stato). Inevitabilmente, il corpo era così diventato una forza politica profondamente reazionaria, attaccata alla strenua difesa dei propri privilegi, convinta oltretutto di essere cruciale per il benessere dell'Impero in generale e dell'Eyalet di Rumelia in particolare. L'enorme intimità che i giannizzeri avevano con la figura del sultano, del quale erano formalmente schiavi ne faceva poi una grandissima minaccia per la stabilità del potere imperiale.
Dal principio del XIX secolo, era divenuto chiaro che l'esercito ottomano non era più in grado di reggere il confronto con i moderni eserciti europei.

Fu per primo il sultano Selim III a promuovere una riforma delle forze armate turche costituendo il Nizam-ı Jedid ma tutto naufragò quando un complotto organizzato dai giannizzeri depose Selim con il conseguente scioglimento del Nizam.

## Le riforme di Mahmud II e la grande sollevazione dei giannizzeri
Messo al potere nel 1808 dall'ennesima rivolta di palazzo, il sultano Mahmud II condivideva i progetti di ammodernamento dell'esercito di Selim III ma dovette attendere sino al 1826 per poter affrontare i giannizzeri.
Gli storici suggeriscono che Mahmud II volutamente gestì l'ammodernamento dell'armata e la soppressione dei giannizzeri in modo da spingere questi ultimi alla rivolta e poterli eliminare in un vero e proprio colpo di Stato ordito dal capo del governo ai danni della potente fazione reazionaria.

Mahmud promosse ufficialmente la creazione di un nuovo esercito organizzato e addestrato secondo le moderne linee europee il cui sistema di reclutamento avrebbe aumentato il numero dei turchi presenti nelle forze armate imperiali (là dove la maggior parte dei giannizzeri era ormai reclutato nei domini europei dell'Impero - fond. Albania). Mentre il sultano procedeva all'assunzione di artiglieri europei ed ordiva al suo architetto di ricostruire la Caserma di Selimiye, già sede del Nizam-ı Jedid, ai giannizzeri venne richiesto di fornire i loro migliori elementi per la nuova ocak.
 
I giannizzeri, come previsto da Mahmud, si ribellarono. Il 15 giugno, come consuetudine nelle proteste giannizzere, i calderoni del riso vennero rovesciati e percossi, poi la folla degli scontenti marciò verso il Palazzo di Topkapı. A quel punto, il sultano trasse dalla stanza del tesoro l'insegna sacra del Profeta, invitando tutti i veri credenti a raccogliersi sotto di essa e a rafforzare l'opposizione ai ribelli.. Le forze di cavalleria dei Sipahi caricarono i giannizzeri per le strade di Costantinopoli e li costrinsero a rientrare nelle loro caserme che vennero poi centrate dal fuoco dell'artiglieria lealista, con la conseguente morte di circa 4000 rivoltosi. Molti altri giannizzeri vennero uccisi nella mischia urbana alla quale parteciparono anche gli abitanti della capitale, esacerbati da decenni di soprusi perpetrati dai ribelli. Circa 100 altri giannizzeri fuggirono verso la Cisterna di Filosseno dove molti annegarono. I sopravvissuti o fuggirono o furono imprigionati, mentre tutti i beni del corpo venivano confiscati dal sultano.
Entro la fine del 1826, i giannizzeri che erano stati arrestati, costituenti la parte restante del corpo, furono messi a morte per decapitazione nel forte di Salonicco che presto venne chiamato la "Torre del sangue" (dal 1912, Torre Bianca).

## Conseguenze
I fatti del 15 giugno segnarono la fine dei giannizzeri: migliaia di loro morirono all'Ippodromo; tutti i capi e gli ufficiali del corpo vennero catturati e giustiziati; e nuove reclute vennero imprigionate o esiliate. La fratellanza sufi dei Bektashi, strettamente legata da secoli ai giannizzeri, venne dichiarata fuorilegge nelle terre dell'Impero ed i suoi zeloti vennero giustiziati o esiliati. Una nuova milizia pretoriana venne appositamente creata dal sultano per sostituire i giannizzeri: gli Asakir-i Mansure-i Muhammediye. Contestualmente, Mahmud ordinò al cronista di corte, Mehmet Esad Efendi, di redigere una cronaca dell'accaduto che venne data alle stampe ad Istanbul nel 1828 con il titolo Üss-i Zafer (lett. "La fondazione della vittoria").
Le ripercussioni dello scioglimento dei giannizzeri furono gravi e molteplici, nelle terre dell'impero.

Alcuni membri costantinopolitani del corpo scamparono all'eccidio dandosi alla macchia e mescolandosi ai cittadini della metropoli come artigiani. Nelle provincie, i locali distaccamenti di giannizzeri iniziarono invece a fomentare focolai di rivolta ed a schierarsi al fianco dei governanti locali sostenendone le pretese di autonomia ai danni della Porta. Rivolte tra i musulmani neo-convertiti scoppiarono in Rumelia, Bosnia ed Albania.
Approfittando della generale debolezza in cui versavano le forze armate ottomane in quell'anno, l'Impero russo ebbe gioco facile nel forzare il sultano a sottoscrivere la Convenzione di Akkerman il 7 ottobre.
Mehmed Selim Pascià, gran visir di Mahmud II al tempo del Vaka-ı Hayriye, venne ucciso da dei giannizzeri ribelli a Damasco nel 1832.